# Vihorlatite
La vihorlatite è un minerale.